# دوبیتسا
دوبیتسا (به لاتین: Dubica) یک منطقهٔ مسکونی در بوسنی و هرزگوین است که در جمهوری صرب بوسنی واقع شده‌است. دوبیتسا ۴۹۹٬۰۱ کیلومتر مربع مساحت و ۲۳٬۰۷۴ نفر جمعیت دارد و ۱۰۴ متر بالاتر از سطح دریا واقع شده‌است.

## خواهرخوانده
شهر یاگودینا خواهرخواندهٔ دوبیتسا هست.

## نگارخانه

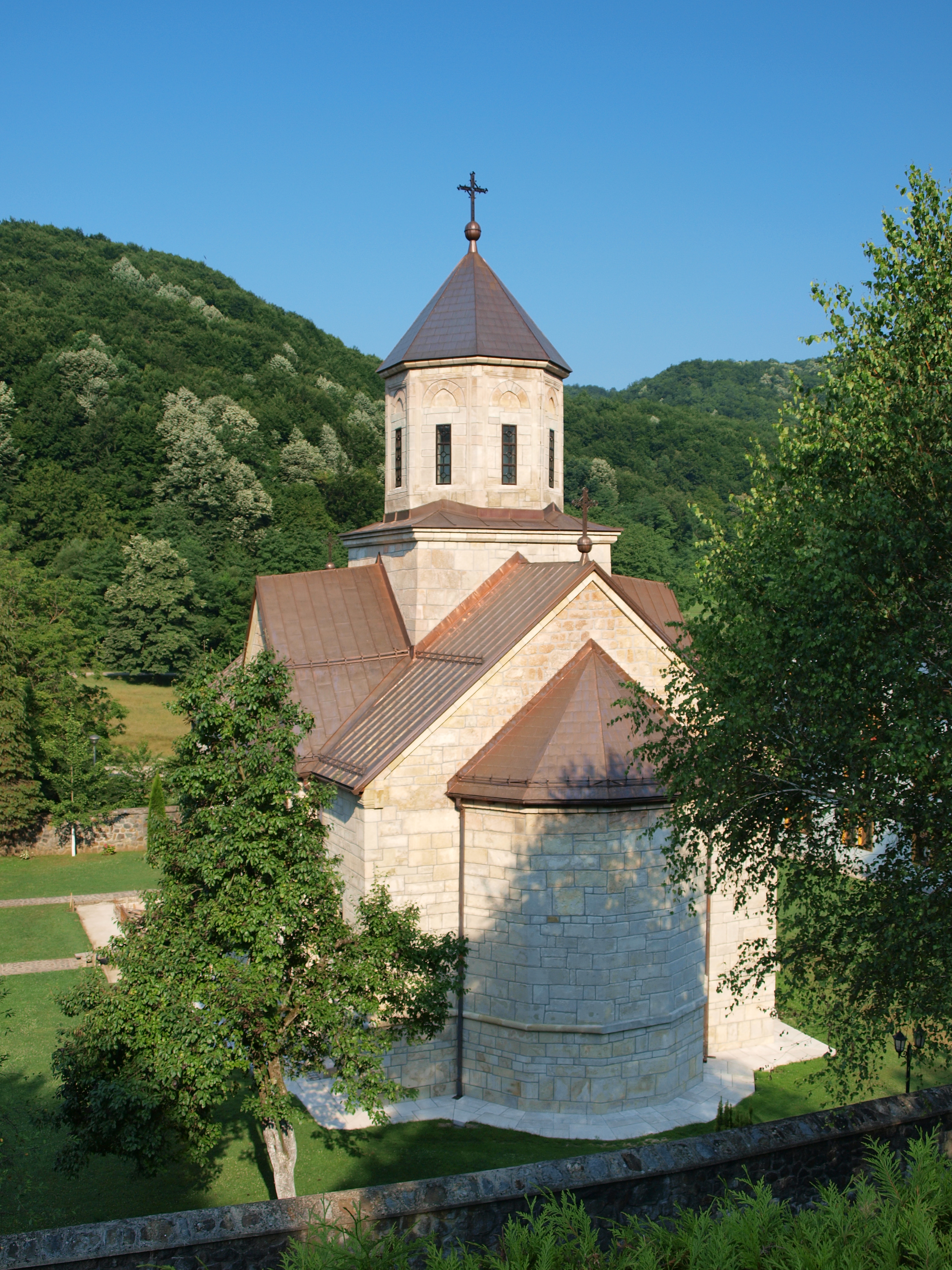
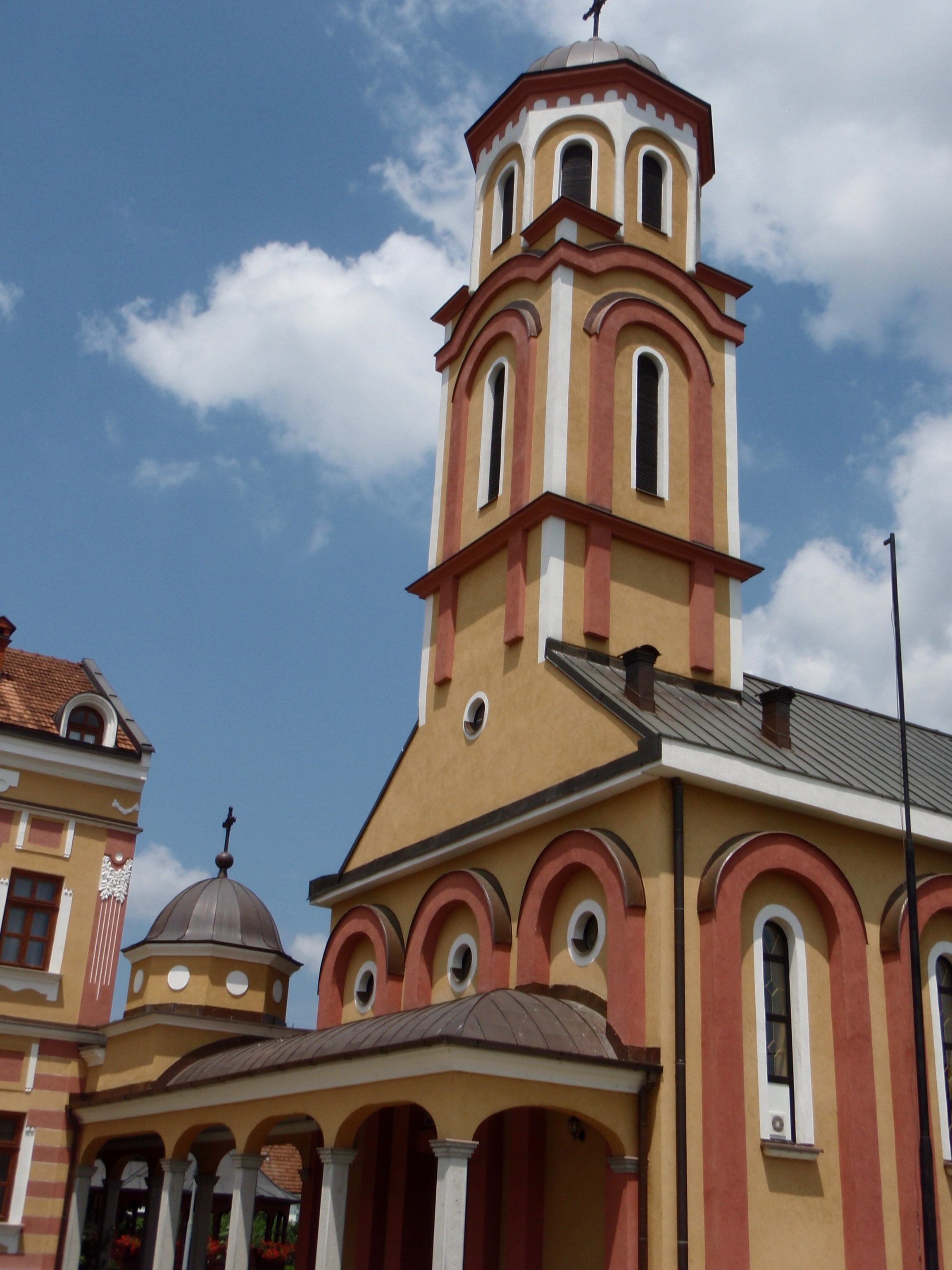